# Friedrich Hoßfeld (Architekt)
Friedrich Hoßfeld (genannt Fritz) (* 1879; † 1972 in Stuttgart) war ein deutscher Architekt und kommunaler Baubeamter, der 1918–1930 als Stadtbaurat in Naumburg (Saale) wirkte.

## Ausbildung und Wirken
Auf einen Entwurf von Hoßfeld geht das Jägerdenkmal in Naumburg an der Bergstraße zurück. Bedeutender ist die Kirche in Tabarz. In seine Amtszeit von 1918 bis 1930 fällt auch die Restaurierung und zugleich Modernisierung des Naumburger Rathauses, dieses war eine seiner größten Aufgaben. Hoßfeld war auch der Architekt des Naumburger Georgentorviertels. Auch sorgte Hoßfeld u. a. für die Instandsetzung der Jenaer Straße. Der noch traditionell in der preußischen Bauverwaltung ausgebildete Hoßfeld wurde jedoch zunehmend durch die beginnende Moderne beeinflusst, was sich in seiner Bautätigkeit in Naumburg niederschlug. So wurden durch ihn in seiner Amtszeit als Stadtbaurat (1918 bis 1930) zahlreiche qualitativ hochwertige und hervorragend in die Naumburger Stadtstruktur eingepasste Wohn- und Siedlungsbauvorhaben realisiert. Dazu gehören u. a. das Altenheim am Moritzberg unmittelbar an der Moritzkirche bzw. der Lindenhof. Das 1920 entstandene Siedlungsviertel war eine seiner ersten größeren Bauaufgaben in Naumburg. In Naumburg wurde der Hoßfeldweg nach ihm benannt.
Hoßfeld trat auch als Autor zur Architektur in Erscheinung, insbesondere zu Architekturdenkmälern in Süddeutschland.

## Familie
Hoßfeld entstammte einer Künstlerfamilie. Sein Vater war der Architekt Oskar Hoßfeld und sein Großvater Friedrich Hoßfeld (1809–1882) war Zeichenlehrer in Schulpforta.
Friedrich Hoßfeld war seit 1909 verheiratet mit der Künstlerin Ina Hoßfeld geb. Plüddemann (1881–1943), einer Tochter des Architekten Richard Plüddemann (1846–1910).

## Werke (Auswahl)
- Friedrich Hoßfeld, Hans Vogel: Kreis Hechingen (=Die Kunstdenkmäler Hohenzollerns Bd. 1), Vorarbeiten von Wilhelm Friedrich Laur, Albert Waldenspul. Geschichtliche. Einleitung und Ortsbeschreibungen von Willy Baur, Holzinger & Co., Mechingen 1939.
- Friedrich Hoßfeld, Hans Vogel u. a.: Kreis Sigmaringen  (=Die Kunstdenkmäler Hohenzollerns Bd. 2), Spemann, Stuttgart 1948.